# Clarence Acuña
Clarence Acuña (8 de febrer de 1975) és un exfutbolista xilè.

## Selecció de Xile
Va formar part de l'equip xilè a la Copa del Món de 1998.